# Uname
uname (abreviatura de unix name) és un programa d'Unix i sistemes operatius de tipus Unix-like que imprimeix el nom, versió i altres detalls de la màquina i el sistema operatiu sobre els quals s'executa.
La comanda i el títol de sistema uname van aparèixer per primer cop a PWB / UNIX.
Algunes variants d'Unix, com System V Release 3.0 inclouen un programa relacionat, setname, usat per canviar els valors que apareixen en els informes de uname.
La versió de GNU de uname està inclosa en els paquets "sh-utils" o coreutils. uname no està disponible com a programa individual.
L'ordre ver, que es pot trobar en alguns sistemes operatius com MS-DOS, OS/2 i Microsoft Windows compleix una funció semblant a la de uname.

## Exemples
El resultat d'executar uname amb l'opció -a, en un sistema executant  Darwin, seria una cosa semblant al següent:
```
Darwin hostname 9.2.0 Darwin Kernel Version 9.2.0: Tue Feb 5 16:13:22 PST 2008; root: XNU-1228.3.13 ~ 1/RELEASE_I386 i386
```

En un sistema executant GNU/Linux:
```
Linux hostname 2.6.24-19-web # 1 SMP Sat Jul 12 00:40:01 CEST 2008 i686 GNU / Linux
```